# Metopteryx mus
Metopteryx mus är en fjärilsart som beskrevs av M.Gaede 1928. Metopteryx mus ingår i släktet Metopteryx och familjen tandspinnare. Inga underarter finns listade i Catalogue of Life.